# 切爾尼亞希夫西克
46°49′58″N 30°29′26″E / 46.83278°N 30.49056°E
切爾尼亞希夫斯凱（烏克蘭語：Черняхівське）是位於烏克蘭西南部的村莊，由敖德萨州贝雷济夫卡区的伊萬尼夫卡市鎮負責管轄。該村始建於1964年，面積0.58平方公里，海拔高度27米，2001年人口200，人口密度每平方公里347.83人。